# Carta Pascoal
Cartas Pascoais ou Cartas Festivas são séries de cartas enviadas anualmente através das quais os bispo de Alexandria, seguindo uma decisão do Primeiro Concílio de Niceia, anunciam a data na qual a Páscoa deve ser celebrada (vide data da Páscoa). A escolha de Alexandria deu-se principalmente por causa de sua famosa escola de astronomia.
As mais famosas foram as de Atanásio, cuja coleção foi redescoberta numa tradução síriaco em 1842. Mas cartas de outros bispos alexandrinos também sobreviveram, incluindo as de São Cirilo de Alexandria.

## 39ª Carta Pascoal de Atanásio
Das 45 Cartas Pascoais de Atanásio, a 39ª, escrita para a Páscoa de 367, é importante por sua ligação com a consolidação do cânon da Bíblia.
Nela, Atanásio lista os livros do Antigo Testamento como sendo 22, seguindo a tradição judaica. Aos livros da Tanakh, acrescenta o Livro de Baruque e Carta de Jeremias, mas exclui o Livro de Ester. A carta lista também os livros do Novo Testamento como os tradicionais 27: os 4 Evangelhos, os Atos dos Apóstolos, as 7 Epístolas Gerais (listadas na ordem que aparecem nas edições modernas) e as 14 Epístolas Paulinas (com a Epístola aos Hebreus entre II Tessalonicenses e as Epístolas Pastorais), terminando com o Apocalipse. Embora a ordem de Atanásio seja diferente da moderna, trata-se da mais antiga referência ao cânone moderno do Novo Testamento.
Atanásio reconhece, não como parte do cânon da Bíblia, mas como livros "nomeados pelos Padres para serem lidos pelos recém-chegados e que desejam se instruir nas palavras de Deus", a Sabedoria de Salomão, os livros de Ester, Judite e Tobias, além da Didaquê e o Pastor de Hermas (apesar disso, ele os trata como "canonizados" ou "canônicos").
Além destes, Atanásio lista também os livros que devem ser rejeitados, chamando-os de apócrifos (apocrypha) e descrevendo-os como "uma invenção dos heréticos, que os escrevem quando querem, aprovando-os e inventando para eles uma data para que, fazendo-os passar por obras antigas, encontrem formas de afastar os mais simplórios [da verdade]".